# Hiéroglyphe égyptien D24
Le hiéroglyphe égyptien D24 (lèvre supérieure avec dents) est classifié dans la section D « Parties du corps humain » de la liste de Gardiner ; cet hiéroglyphe y est noté D24.

## Représentation
Il représente une partie de bouche humaine avec la lèvre supérieure et les dents. Il est translittéré spt.

## Utilisation
| D24 · t · Z1 |

| D24 · t · Z1 |

bord (de l'horizon) ».
| F42 |

| F42 |